# Jules Duprato

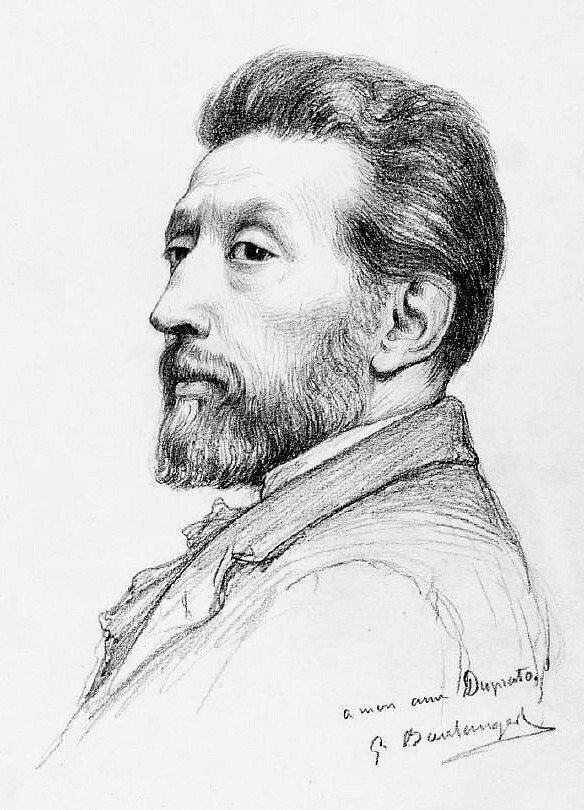
Jules Duprato

Jules Duprato (Jules-Laurent Anarchasis Hinard; * 20. August 1827 in Nîmes; † 20. Mai 1892 in Paris) war ein französischer Komponist.

## Leben
Duprato studierte am Conservatoire de Paris und gewann 1848 den Premier Grand Prix de Rome. Seine erste komische Oper Les Trovatelles wurde an der Opéra-Comique mit großem Erfolg uraufgeführt und brachte Duprato den Ruf eines vielversprechenden jungen Talentes. Mit seinen weiteren Operetten (darunter Fiancée de Corinthe und La Déesse et le berger) erfüllte er die in ihn gesetzten Erwartungen nicht; sie galten als konventionell und einfallsarm.
Neben seiner kompositorischen Tätigkeit unterrichtete Duprato an der École Niedermeyer in Paris, wo Edmond Audran zu seinen Schülern zählte. 1871 wurde er zum Professor für Harmonielehre ans Conservatoire de Paris berufen.